# Мухаммад, Джон
Джон Аллен Мухаммад (англ. John Allen Muhammad; 31 декабря 1960 — 10 ноября 2009) — американский серийный убийца, известен как «вашингтонский снайпер». В 2002 году вместе со своим младшим партнёром Ли Бойдом Мальво убил десять и тяжело ранил трёх человек в окрестностях Вашингтона. Оба были арестованы 24 октября 2002 года.
В 2003 году жюри присяжных суда штата Виргиния признало Джона виновным, он был приговорён к смертной казни. На тот случай, если защите удастся опротестовать приговор, был начат другой судебный процесс. В 2006 году судом штата Мэриленд Джон был приговорён к шести пожизненным заключениям без права на досрочное освобождение. По решению суда в Виргинии смертный приговор был приведён в исполнение 10 ноября 2009 года.

## Биография
Джон Аллен Уильямс родился в Новом Орлеане, штат Луизиана. Афроамериканец. Служил в Национальной гвардии и армии США. Участник войны в Персидском заливе.
Позднее принял ислам, был членом радикальной организации «Нация ислама». В октябре 2001 года сменил фамилию на Мухаммад. Есть сообщения, что Мухаммад обеспечивал безопасность главы «Нации ислама» Луиса Фаррахана во время проведения «Марша миллиона чёрных мужчин», однако сам Фаррахан опровергал эту информацию. В этот период познакомился с 15-летним подростком Ли Бойдом Мальво и воспитывал его как сына.

## Серия убийств

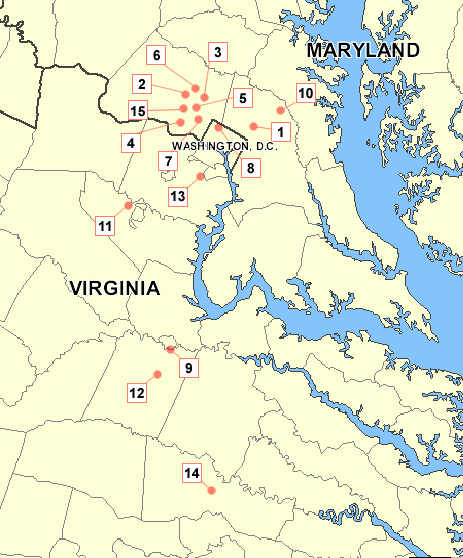
Места совершения преступлений «вашингтонским снайпером», отмеченные в хронологическом порядке

В октябре 2002 года Мухаммад и Мальво в течение трёх недель расстреливали случайных прохожих из винтовки с оптическим прицелом, прячась в багажнике автомобиля.
В течение двух дней в округе Монтгомери, штат Мэриленд было убито несколько человек. 2 октября убит 55-летний Джеймс Мартин. 3 октября были убиты 39-летний Джеймс Бьюкенен, 54-летний таксист Пренкумар Волекар, 34-летняя Сара Раймос, 25-летняя Лори Анн Левайс-Ривера и ранен в грудь 72-летний Паскаль Шарлот в Вашингтоне.
4 октября ранена 43-летняя женщина во Фредериксберге, штат Виргиния. 7 октября возле школы ранен 13-летний мальчик. 9 октября убит 53-летний Ден Герольд Майерс в Манассасе, Виргиния. 11 октября убит 53-летний Кеннет Бриджес, отец шестерых детей, на автозаправочной станции рядом с Фредриксбергом, штат Виргиния.
14 октября, в понедельник ночью, в городе Фолс-Черч (округ Фэрфакс, штат Вирджиния) на стоянке перед торговым центром Home Depot, в 27 метрах от входа, было найдено тело женщины со смертельным огнестрельным ранением в голову. Убийство произошло около 21:30 по местному времени. Полиция обнародовала имя убитой — Линда Франклин (англ. Linda Franklin), 47-летняя жительница Арлингтона, штат Вирджиния. Результаты баллистической экспертизы, проведенной после убийства, подтвердили, что убийство было совершено вашингтонским снайпером, таким образом, Линда Франклин стала девятой по счету жертвой. Убитая оказалась сотрудницей ФБР, однако следователи отказались от предположения, что снайпер выбрал свою жертву исходя из рода её профессиональной деятельности.
19 октября ранен мужчина рядом с рестораном, штат Виргиния. 22 октября ранен 35-летний Конрад Джонсон, который вскоре умер в госпитале.
24 октября Мухаммад и Малво были обнаружены спящими в своём автомобиле «Шевроле» и арестованы.

## Суд
На суде Малво показал, что Мухаммед планировал убивать не менее шести белых каждый день в течение месяца, а также устраивать взрывы бомб, начинённых болтами и шурупами, в школьных автобусах, школах, детских больницах и поликлиниках.
Окружной судья приговорил Мухаммада к смертной казни; судья выполнил рекомендацию суда присяжных, в конце ноября 2003 года признавшего Мухаммада виновным в убийстве и приговорившему его к пожизненному заключению без права на помилование. Джон Аллен Мухаммад был признан виновным в убийстве 53-летнего Дина Майерса 9 октября 2002 года и еще по трем статьям — терроризм, участие в преступном сговоре и незаконное хранение оружия. Обвинение в терроризме стало возможным на основании закона, принятого сразу после террористических актов 11 сентября 2001 года. Мухаммад не признал свою вину. Его адвокаты настаивали на смягчении наказания, ссылаясь на несоответствии приговоров Мухаммаду и его сообщнику Ли Бойду Малво (последнего суд приговорил к пожизненному заключению). В июне 2006 года Мухаммад получил ещё шесть пожизненных сроков за убийства, совершенные на территории штата Мэриленд (процесс в Мэриленде был инициирован на тот случай, если бы адвокатам впоследствии удалось добиться отмены смертного приговора).
В начале ноября 2009 года адвокаты Мухаммада ходатайствовали в Верховном суде США об отмене смертного приговора для их подзащитного, ссылаясь на то, что он является психически больным человеком, а поэтому в отношении него не может применяться казнь. По свидетельству адвокатов, у Мухаммада были зафиксированы повреждения головного мозга, неврологические расстройства, а также наблюдалось психотическое и галлюцинаторное поведение, обострённое синдромом войны в Персидском заливе. Верховный суд отказал в удовлетворении ходатайства адвокатов; причины, по которым он принял такое решение, не были обнародованы. Вполне вероятно, подобное решение было принято из-за того, что сам обвиняемый еще 23 апреля 2008 года написал двухстраничное письмо главному прокурору штата Вирджиния, в котором выразил своё нежелание обжалования вынесенного ему приговора, а также заявил о том, что все апелляции направляются в суд против его воли. При этом Мухаммад отказался принять на себя вину, назвав себя в письме «невинным чернокожим».
10 ноября 2009 года Мухаммад был казнён. В исправительном центре «Гринсвилль» (штате Вирджиния) ему сделали инъекцию препарата в вену, вызвавшего остановку дыхания и парализовавшего сердечную мышцу. По данным агентства Ассошиэйтед пресс, смерть Мухаммада наступила в 21:11 по восточному поясному времени (1:11 11 ноября по центральноевропейскому времени). По словам представителя тюрьмы, где произошла казнь, Мухаммад не проявил желания говорить перед смертью.
Тело Мухаммеда было кремировано, а прах передан его сыну в Луизиане

## Оружие и оборудование
Для совершения убийств Мухаммад использовал специально оборудованный автомобиль и автоматическую винтовку Bushmaster XM-15 калибра 5,56 мм (.223 Remington) с коллиматорным прицелом. Как правило, убийца поражал свои жертвы единственным выстрелом.

## Отражение в культуре
По событиям октября 2002 года режиссёр Том Маклафлин снял художественный фильм «Вашингтонский снайпер: 23 дня страха».
В 2013 году вышел фильм «Синий каприз» режиссёра Александра Мурса.